# 曼徹斯特牛津路站
曼徹斯特牛津路站（英語：Manchester Oxford Road Railway Station）是位於英國英格蘭曼徹斯特市中心的一座火車站，車站開業於1849年，並在1960年重建。牛津路車站是曼徹斯特四個鐵路站之一，主要服務曼徹斯特市區南部的通勤和通學乘客。其建築和站台結構是二級登錄建築。